# Wiskundige school van Lwów

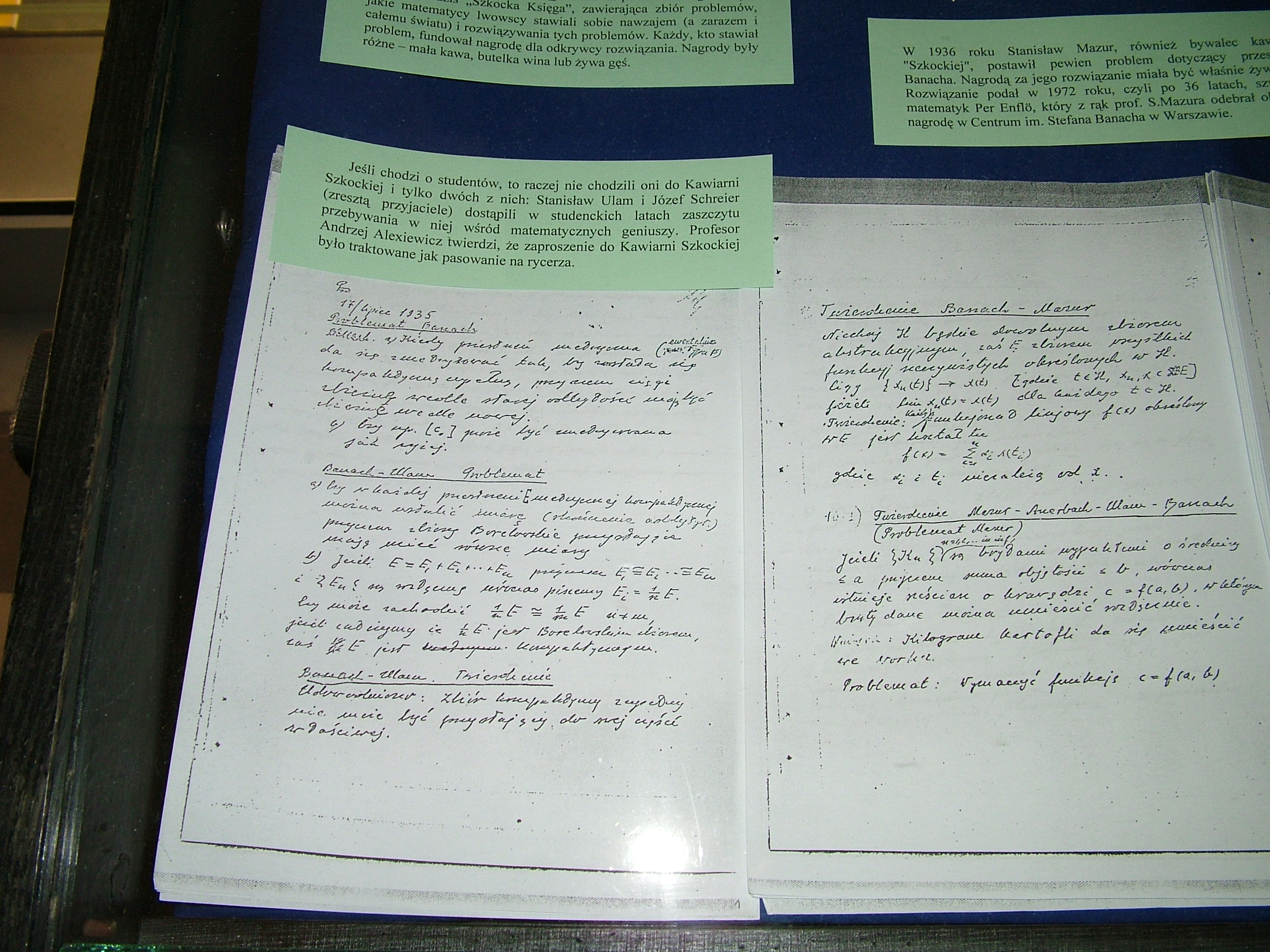
Deel van het Schotse boek met aantekeningen van Stefan Banach en Stanisław Ulam.

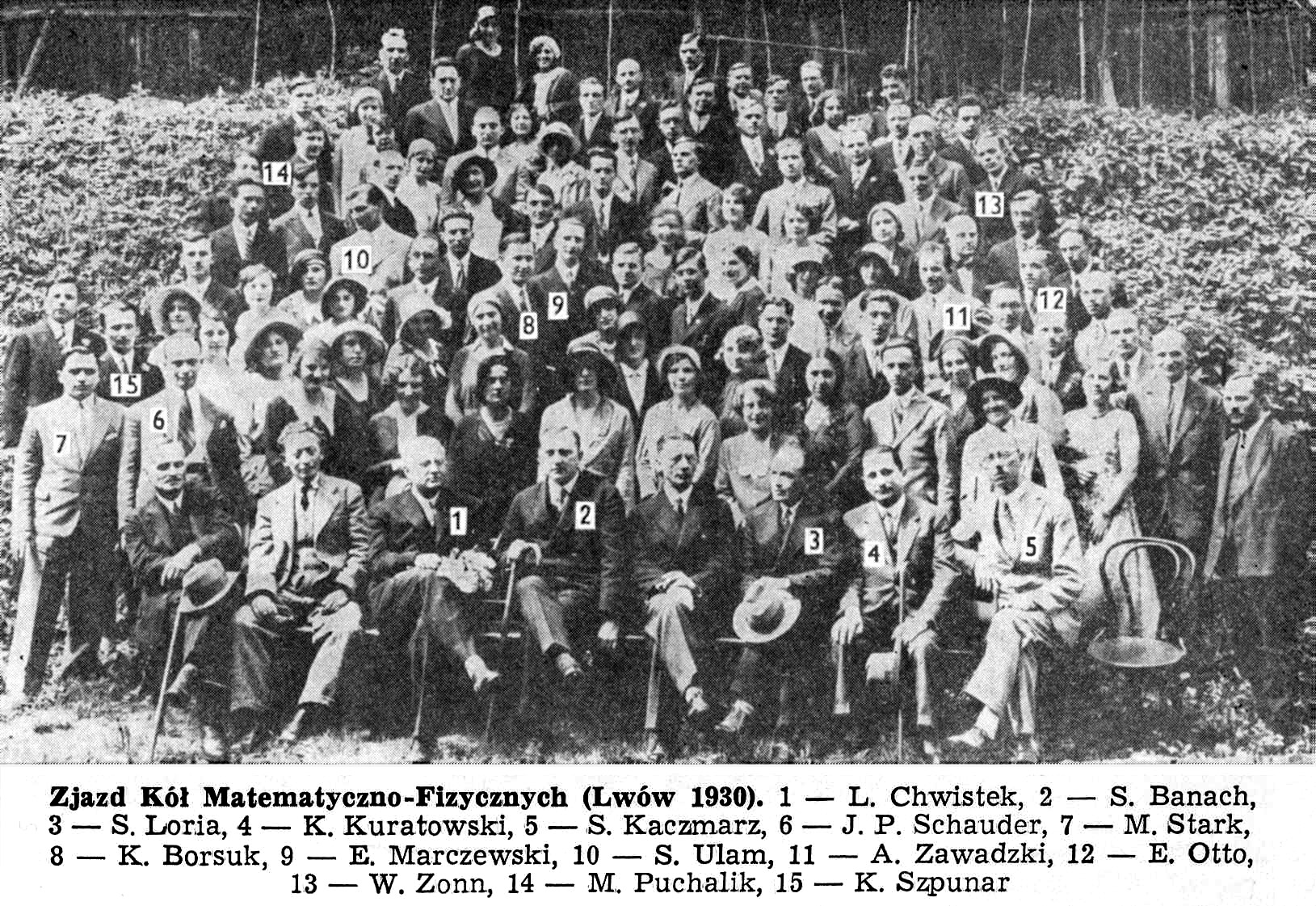
Wiskundige school van Lwów in 1930

De wiskundige school van Lwów (Pools: lwowska szkoła matematyczna, Oekraïens: Львівська математична школа) was een groep van Poolse wiskundigen, die tijdens het interbellum in de toen Zuidoost-Poolse, nu West-Oekraïense stad Lviv werkten. Ze kwamen hier vaak bijeen in het beroemde Schots café om wiskundige problemen te bespreken en publiceerden in het wiskundig tijdschrift Studia Mathematica, dat werd opgericht in 1929.
Veel van de wiskundigen, vooral die met een Joodse achtergrond, ontvluchtten dit zuidoostelijke deel van Polen in 1941, toen duidelijk werd dat Duitsland dit gebied zou binnengevallen. Slechts enkele van de wiskundigen hebben de Tweede Wereldoorlog overleefd, maar na de oorlog zette een groep, waaronder een aantal van de oorspronkelijke leden van de school van Lwów, hun werk in Wrocław voort, de opvolgerstad van het vooroorlogse Lwów, in wat toen het westen van Polen werd. Een aantal van de vooroorlogse wiskundigen, waarvan Stanislaw Ulam de prominentste was, werd beroemd om werk dat zij in het Westen hadden verricht.
Bekende leden van de wiskundige school van Lwów waren:
- Stefan Banach
- Feliks Barański
- Władysław Orlicz
- Stanisław Saks
- Hugo Steinhaus
- Stanisław Mazur
- Stanisław Ulam
- Juliusz Schauder
- Mark Kac
- Antoni Łomnicki
- Stefan Kaczmarz
- Herman Auerbach
- Włodzimierz Stożek
- Stanisław Ruziewicz